# Iglesia de San Bartolomé (Murcia)
La iglesia de San Bartolomé-Santa María es una de las parroquias tradicionales del centro histórico de Murcia (Región de Murcia, España) cuyos orígenes se remontan a la conquista cristiana, aunque el edificio actual es una mezcla entre la primitiva fábrica de finales del XVIII y la nave central con la fachada principal cuyas obras tuvieron lugar en el XIX. Guarda un importante patrimonio escultórico en su interior.

## Historia
Esta parroquia aparecía censada en los repartimientos del rey Alfonso X en el siglo XIII, por lo que su primitivo inmueble debió ocupar una antigua mezquita musulmana que tras la conquista de la ciudad en febrero de 1266 pasaría a acoger culto cristiano. Por tanto, estamos ante una de las parroquias históricas de la ciudad de Murcia. Situada en pleno centro de la medina medieval.
Fue en el transcurso del siglo XVII cuando se demolió el inmueble anterior para realizar una iglesia nueva. En este edificio fue bautizado el 21 de octubre de 1728 el Conde de Floridablanca, eminente estadista español.
Sin embargo, a finales del siglo XVIII (el 24 de agosto de 1767) dio comienzo la construcción de una nueva parroquia de San Bartolomé, el origen de la Iglesia que actualmente podemos contemplar. Aun así, las obras de este tercer templo pronto quedaron detenidas. En 1821 sólo estaban concluidos el ábside y la nave del crucero, además de la portada lateral, que hizo las veces de principal mientras la parroquia permaneció inconclusa. 
La nave central y la fachada principal fueron llevadas a cabo entre 1879 y 1883, obra del arquitecto Justo Millán, en estilo ecléctico con reminiscencias historicistas. 
La Iglesia de San Bartolomé-Santa María es la sede histórica de la Cofradía de Servitas (que cuenta con una capilla neoclásica de finales del siglo XVIII), y desde 1884 también es sede de la Cofradía del Santo Sepulcro (aunque entre 1846 y 1866 también residió en este templo).
Durante la Guerra Civil la Iglesia fue saqueada, perdiendo numerosas obras de arte (esculturas y retablos), como el antiguo titular del Sepulcro. Sin embargo, gracias a la Junta de Incautación y Protección del Patrimonio Artístico de Murcia, organizada por el alcalde Fernando Piñuela, pudieron salvarse numerosas obras maestras que hoy día siguen contemplándose en San Bartolomé.
Tras la contienda, el pintor lorquino Manuel Muñoz Barberán realizó los frescos del ábside.
En 1983, la parroquia de San Bartolomé fue declarada Bien de Interés Cultural.

## Arquitectura
La planta de la Iglesia de San Bartolomé es de cruz latina con una sola nave cubierta con bóveda de medio cañón, separada del muro por una gran imposta decorada, y capillas laterales comunicadas entre sí.
El crucero de la derecha es casi el doble en dimensiones que el de la parte izquierda, y ambos con ábsides semicirculares (al igual que en la cabecera), cubiertos por bóveda de cuarto de esfera y seis pilastras de orden jónico. 
En el crucero derecho se encuentra la Capilla de Servitas, con cúpula sobre tambor. Destacar que el fraccionamiento radial de la cúpula aún pretende compartimentar la media naranja a la manera que se había venido haciendo en el barroco. Sin embargo, el tratamiento de estas bandas divisorias es ya abstracto, en la sensibilidad lineal y geométrica propia del neoclasicismo. De especial interés es la forma de rematar los bordes del muro por un enmarque formado de una sarta de perlas y fusayolas, tomadas del estilo jónico, que hacen un recorrido continuo en los límites de los recuadros.
La fachada principal del templo, de estilo ecléctico historicista, se realizó en pleno siglo XIX y es obra de Justo Millán. Está dividida en dos cuerpos: en la parte inferior se sitúan tres arcos de medio punto, y en la superior existe un rosetón y columnillas, rematado en un frontón. La fachada de esta iglesia supone la muestra más clara del historicismo ochocentista en la ciudad de Murcia, una solución entre neorrománico y neobizantino.
San Bartolomé posee una torre a la izquierda de la fachada principal. Se ha debatido si quizá estuvo proyectada otra torre a los pies de la iglesia, a la derecha de la fachada, que quedó inacabada; sin embargo, el cuerpo derecho es más ancho que el izquierdo y su distribución de elementos en fachada es completamente diferente, por lo que plantea dudas acerca de la intención de elevar una segunda torre.
A comienzos del siglo XX la familia Servet encargó al arquitecto Pedro Cerdán una Capilla con cripta en el interior de San Bartolomé (que fue concluida en 1910). Es modernista, con camarín y abundancia de mármoles. Sus decoraciones se realizaron en el taller de Anastasio Martínez Hernández.

## Patrimonio

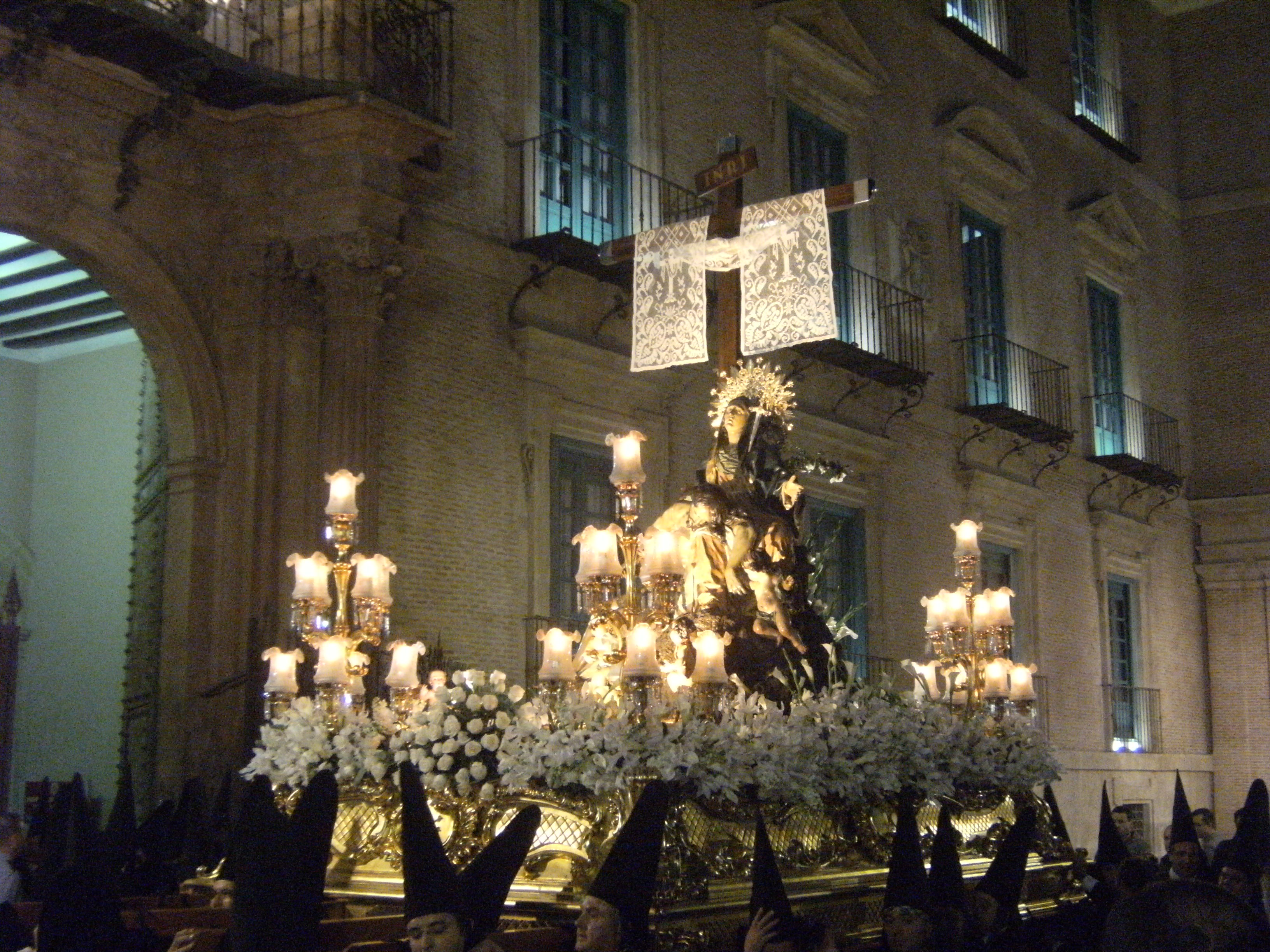
La Virgen de las Angustias, titular de Los Servitas, obra de Francisco Salzillo (1740) que se guarda en la Iglesia de San Bartolomé-Santa María

En lo que al patrimonio retablístico se refiere, la Iglesia de San Bartolomé conserva el retablo neoclásico de la Capilla de Servitas, realizado entre 1795 y 1797 para la imagen titular de esta cofradía -la Virgen de las Angustias de Salzillo-. El retablo está realizado en fábrica estucada, con planta cóncava y de un solo cuerpo entre columnas de origen gigante con fuste liso y capitel corintio enmarcando la embocadura del camarín. Un potente entablamento y dos tramos de frontón curvo lo completan, coronado todo ello por unas potencias doradas con el corazón atravesado por una espada, emblema de la Virgen de las Angustias.
Dentro de su patrimonio escultórico destacan fundamentalmente las obras del barroco, tanto del siglo XVII como del XVIII. Del primero la Iglesia cuenta con un San Francisco Javier atribuido a Nicolás de Bussy. De la transición del barroco al rococó destaca la obra de Nicolás Salzillo, con un San Sebastián datado en 1720. 
De la escuela murciana del XVIII San Bartolomé cuenta con obras de excepción. Del creador de esta escuela, Francisco Salzillo, la Iglesia posee la que quizás fue su primera obra maestra, el conjunto de la Virgen de las Angustias (1740) que realizó para la Cofradía de Servitas. De este primera época también se encuentra su Santa Lucía (1743), mientras que de su periodo de madurez están San Eloy (1749) y San José con niño de mediados de siglo y San Bartolomé (1768), titular del altar mayor y de la parroquia.
Del principal continuador de la escuela, Roque López, está San Pedro de Alcántara de finales del siglo XVIII.
De la escultura de la posguerra civil, destaca la obra de Juan González Moreno para la Cofradía del Santo Sepulcro, con el conjunto del Santo Entierro (1941), la Virgen de la Amargura (1946) y San Juan (1952). 
En cuanto a la pintura destaca el lienzo de La Virgen del Rosario en orla floral sobre la batalla de Lepanto, obra del pintor del XVII Mateo Gilarte. 
Obras más recientes son las realizadas tras las pérdidas de retablos de la zona del presbiterio en la Guerra Civil, como las pinturas al fresco de Manuel Muñoz Barberán con las escenas del Sermón de la montaña, Ángeles del panel central y Pesca milagrosa. De este autor también hay un Bautismo de Cristo de mediados del siglo XX. La decoración de la bóveda corresponde a Pío Augusto Verdú. También destaca la sillería del coro de madera tallada, obra de José Molera Jiménez, igualmente de mediados del siglo XX.